# Бладуд
Бладуд (валл. Blaiddyd), відповідно до твору Джефрі Монмутського, десятий Міфічний король Британії, син короля Руда Гуда Гудібраса. Його життєпис є вкрай неймовірним. вважають, що батько послав його до Афін навчатися вільним мистецтвам. Після смерті батька він повернувся на батьківщину та привіз із собою 4 філософів. Заснував університет у Стемфорді в Лінкольнширі.
Йому приписується заснування міста Бат відомого своїми гарячими термальними водами. Він присвятив це місто богині Афіні. Історія відшукання термальних джерел є дуже цікавою. Бладуд ніби-то заразився проказою в Афінах. Після повернення додому його було ув'язнено через цю хворобу. Проте, Бладуд утік і знайшов роботу на фермі, де вирощували свиней. Одного разу він помітив, що свині кудись ідуть з ферми та повертаються вимащені у чорну багнюку. Він також застеріг, що після цих купань у свиней зникають будь-які ознаки захворювань шкіри. Бладуд прослідкував за свиньми, виявив термальні джерела, вилікував проказу та лише після цього вступив на престол.
Стверджується, що Бладуд займався некромантією, завдяки чому змайстрував крила та навчився літати. Він загинув під час польоту, вдарившись об стіну або впавши на землю.

## Родовід
- Скамандр, Засновник Троади
  -  Теукр, Цар Троади
    -  Батія, Цариця Троади
      -  Іл, Цар Троади
      -  Ерехтей, Цар Троади
        -  Трой, Цар Трої
          -  Іл, Цар Трої
            -  Лаомедонт, Цар Трої
              -  Пріам, Цар Трої
                -  Креуса, Цариця Трої, дружина Енея
                  -  Асканій Юл, Цар Альба-Лонга
                    -  Сільвій, Цар Альба-Лонга
                      -  Брут I Троянський, Король Британії
                        -  Локрін І, Король Британії
                          -  Мадан І, Король Британії
                            -  Мемпрік І, Король Британії
                              -  Ебравк І, Король Британії
                                -  Брут II Зелений щит, Король Британії
                                  -  Лайл І, Король Британії
                                    -  Руд Гуд Гудібрас, Король Британії
                                      -  Бладуд І, Король Британії